# سجناء الأرض (فلم)
سجناء الأرض (بالإسبانية: Prisioneros de la tierra) هو فيلم دراما أرجنتيني لعام 1939 أخرجه المخرج ماريو سوفيتشي.
تم عرض الفيلم لأول مرة في بوينس آيرس عاصمة الأرجنتين . يعتبر هذا الفيلم أحد أعظم الأفلام في تاريخ السينما الأرجنتينية، وأسست لسمعة وشهرة المخرج سوفيتشي كمخرح اشتراكي. منتحته بلدية بوينس آيرس جائزة أفضل أفلام العام ، كما منحته جمعية نقاد الأرجنتين جائزة الكوندور الفضية.

## روابط خارجية
- مقالات تستعمل روابط فنية بلا صلة مع ويكي بيانات